# Aphantophryne sabini
Aphantophryne sabini es una especie de anfibio anuro de la familia Microhylidae. Se conoce únicamente de las cercanías del monte Bellamy, en la cordillera de Owen Stanley (Papúa Nueva Guinea) entre los 2080 y los 2270 m s. n. m.